# Gabriel Zacarias
Gabriel Ferreira Zacarias é um historiador brasileiro. Professor de História da Unicamp, Zacarias publicou em 2018 o livro No Espelho do Terror: Jihad e Espetáculo (editora Elefante), no qual aborda questões relacionadas ao terrorismo, tendo como ponto de partida uma análise dos ataques de novembro de 2015 em Paris.
Em 2019, o Instituto Tomie Ohtake publicou o catálogo da exposição AI-5 50 Anos: Ainda Não Terminou de Acabar, referente ao período da ditadura militar brasileira, com textos de Zacarias e outros onze autores. Por este livro, Zacarias ganhou em 2020 o Prêmio Jabuti na categoria "Artes".